# Darko Juka
Darko Juka (Mostar, 30. studenoga 1981.), hrvatski je književnik, novinar i publicist. Djeluje kao šef Odjela za odnose s javnošću Vlade Hercegovačko-neretvanske županije, čijem je predsjedniku bio i savjetnik.

## Djela
- ''Sjetni tragovi'' (2003.)
- ''Usud tišine'' (2005.)
- ''Priručnik za novinske novinare'' (2007.)
- ''Teštamentum'' (2020.)
- ''Jukine crtice'' (2020.)
- ''Krikovi sjećanja'' (2020.)
- ''Djetinjstvo koje traje – Lutkarenje, Grad i mi'' (2022.)
- ''Glazba života – 135 godina Hrvatske glazbe Mostar '' (2024.)[1]